# Становой хребет
Станово́й хребе́т (известен также как Внешний Хинган) — горная цепь в южной части Дальнего Востока России протяжённостью 700 км от среднего течения реки Олёкмы до истоков реки Учур. На западе смыкается со Становым нагорьем, на востоке — с горами Джугджур. Является водоразделом рек Северного Ледовитого и Тихого океанов. Бо́льшая часть хребта служит естественной границей между Амурской областью и Якутией; небольшая его часть находится на территории Хабаровского края.

## Этимология названия
До начала XX века под Становым хребтом подразумевалась вся система хребтов: Яблоновый хребет, современный Становой хребет, Джугджур, Колымское нагорье и другие. Именно размеры хребта, его труднодоступность и водораздельный характер дали основание казакам, открывшим его в середине XVII века, назвать его Становым, то есть «основным, главным» (ср. «становая жила», «становой берег»). Эвенки также объединяли хребты Джугджур, Становой и Яблоновый под общим названием Джугджур, причём в эвенкийском фольклоре эта система хребтов называется «позвоночником Земли».

## Основные сведения
Становой хребет протянулся в широтном направлении к Тихому океану и разделяет бассейны Амура и Лены; в рельефе Станового хребта широко распространены плоскогорья. Северо-восточным продолжением Станового хребта является хребет Джугджур, тянущийся вдоль берега Охотского моря; его линию на Чукотском полуострове продолжает Колымское нагорье. Длина хребта — около 700 км, ширина — 100—180 км, максимальная высота (Скалистый Голец) — 2412 м.
Сложен сланцами и гнейсами, прорванными интрузиями гранитов.
Характерны складчатые среднегорные плосковершинные хребты, разделённые продольными долинами. Повсеместно многолетнемёрзлые породы.
Впервые исследован и научно описан российским исследователем А. Ф. Миддендорфом.

## История
Первым известным землепроходцем, перешедшим седло хребта, был В. Д. Поярков. В 1643—1646 годах по приказу якутского воеводы стольника П. П. Головина была организована экспедиция в Даурию, которую возглавил Поярков. Предположительно, перевал проходил по руслам замёрзших рек: на северном склоне — по реке Нуям, на южном — по реке Мульмуга. Результатом экспедиции было открытие бассейна р. Амур и его устья.
В честь первооткрывателя назван хребет Василия Пояркова.
Следующим землепроходцем, преодолевшим хребет, был Е. П. Хабаров. Также выступив из Якутска, он проследовал вверх по рекам Лене, Олёкме, Тунгиру. Истоков последней из этих рек он достиг в январе 1650 года. Видимо, Хабаров целенаправленно стремился к самой пониженной части Станового хребта — Олёкминскому Становику, высоты которого не превышают 500 м, тогда как Поярков преодолевал этот природный барьер по отметкам 1000 м и более. Таким образом, им был открыт Тунгирский волок (Тунгирская впадина) — стратегическое понижение в горах, которое будет иметь в последующие годы решающее значение в обеспечении связи Приамурья с Якутией.

## Вершины
Вершины хребта (гольцы) состоят из пирамидальных скалистых вершин, на них отсутствует растительность, они отделены один от другого узкими и глубокими ущельями, поросшими лесом.
Высшие точки:
- Атычан — гора в Тындинском районе; в переводе с эвенкийского языка «атычан» — ‛старость’, а согласно другому варианту — ‛место торговли’ (1528 м над уровнем моря)[9][неавторитетный источник]
- Голец Скалистый (2142 м)[10]
- Безымянная (2151 м)[11]
- Ягындя (1802 м)[12]
- Голец Ямбуй (Ямбукай) (2019 м)[13]
- Бори (1276 м)[14]
- Янкан (1371 м)[15]
- Анаджакая (1343 м)[16]
- Диалоконда (1799 м)
- Урпала
- Чулбангра
- Туптур
- Эвата

## Гидрография

### Озёра
Самым большим озером в пределах хребта является Большое Токо, находится на Алданском нагорье, с юга и юго-востока окаймляется хребтом Токинский Становик, южнее в 2 км расположено озеро Малое Токо.
Озеро Оконон является самым крупным озером (1,5 км²) Государственного заказника областного значения «Токинский» имени Г. А. Федосеева.

### Реки
Северный склон хребта
- Алгама
- Алдан
- Амедичи
- Гонам
- Иенгра
- Тимптон

Южный склон хребта
- Аюмкан
- Бомнак
- Брянта
- Верхняя Ларба
- Зея
- Кун-Маньё
- Мульмуга
- Нижняя Ларба
- Олёкма
- Средняя Ларба
- Ток
- Унаха
- Утугай
- Чильчи
- Гилюй

Восточная часть хребта
- Идюм
- Мая

## Полезные ископаемые
Месторождения золота, редких металлов, железных руд, слюды.

## Растительный и животный мир

### Флора
На склонах — лиственничная тайга, выше 1200 м — стелющиеся кедровники и горная тундра.

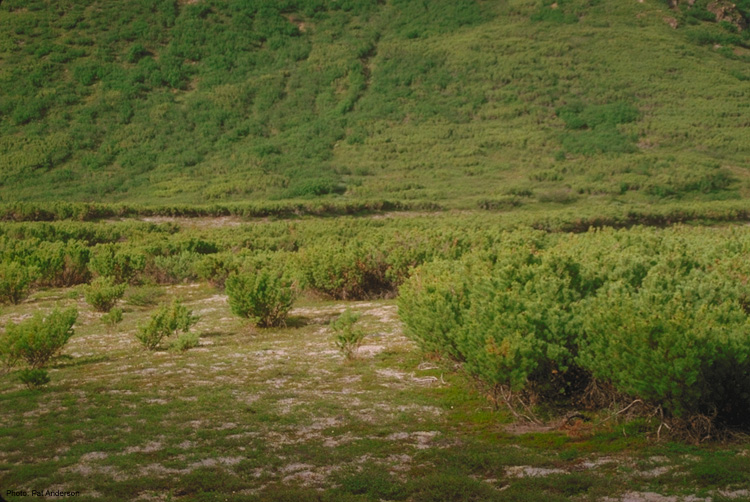
Заросли сосны стланиковой (кедрового стланика)
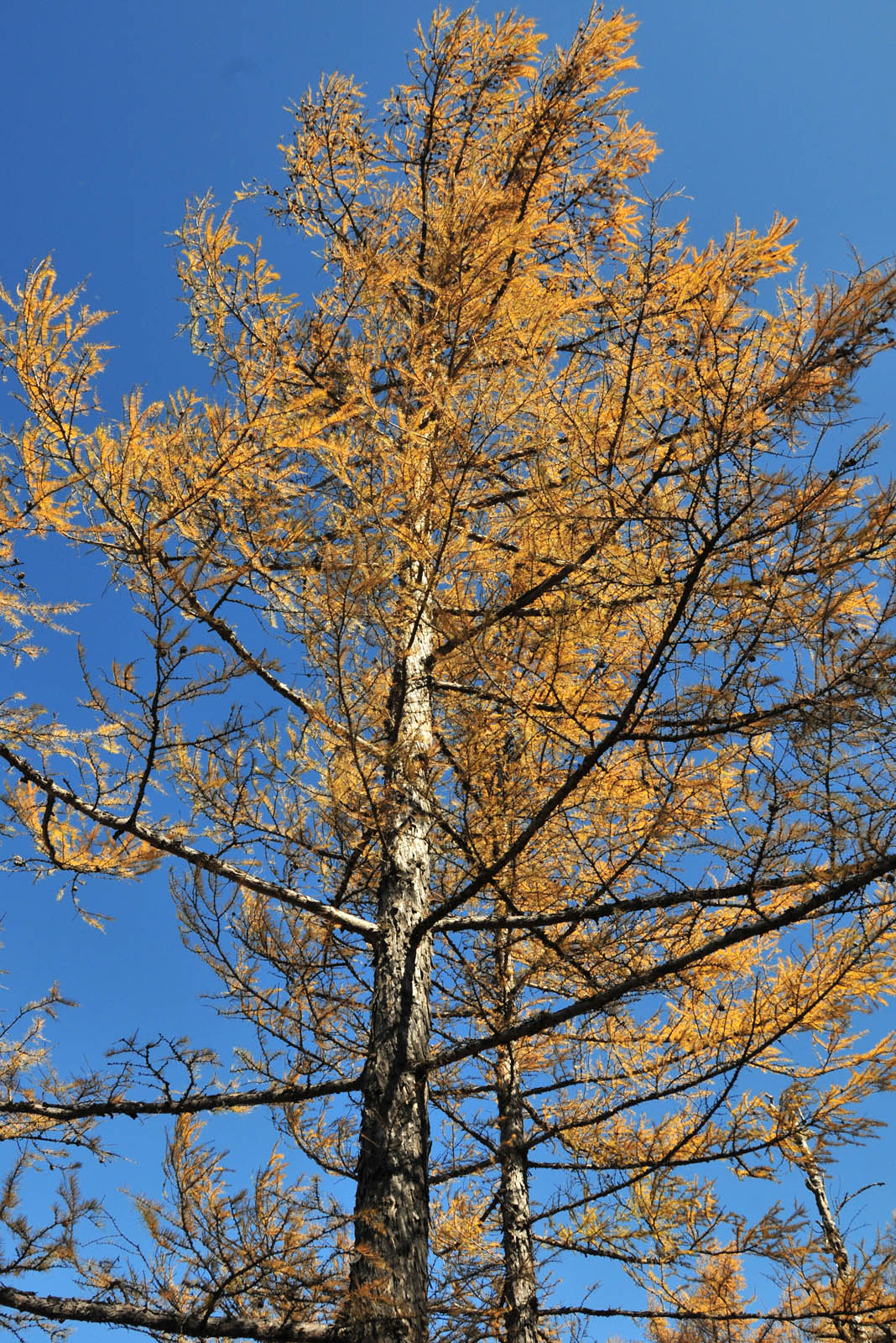
Лиственница Гмелина
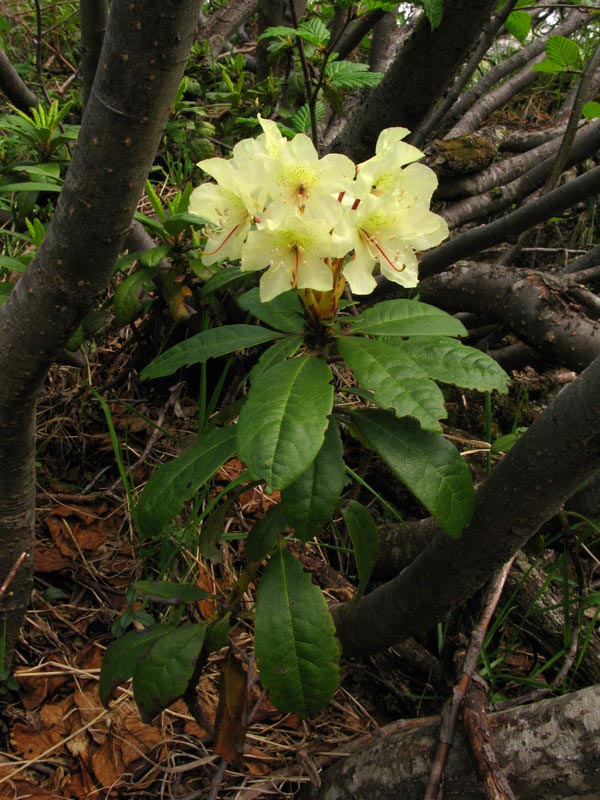
Рододендрон золотистый
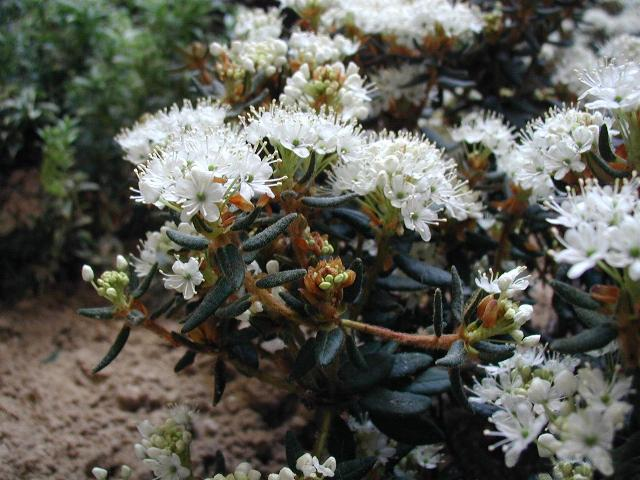
Багульник болотный

### Фауна
Хребет является средой обитания для многих видов животных. Сохранению фауны способствуют национальные парки, расположенные на его территории, а также в его подножьях.

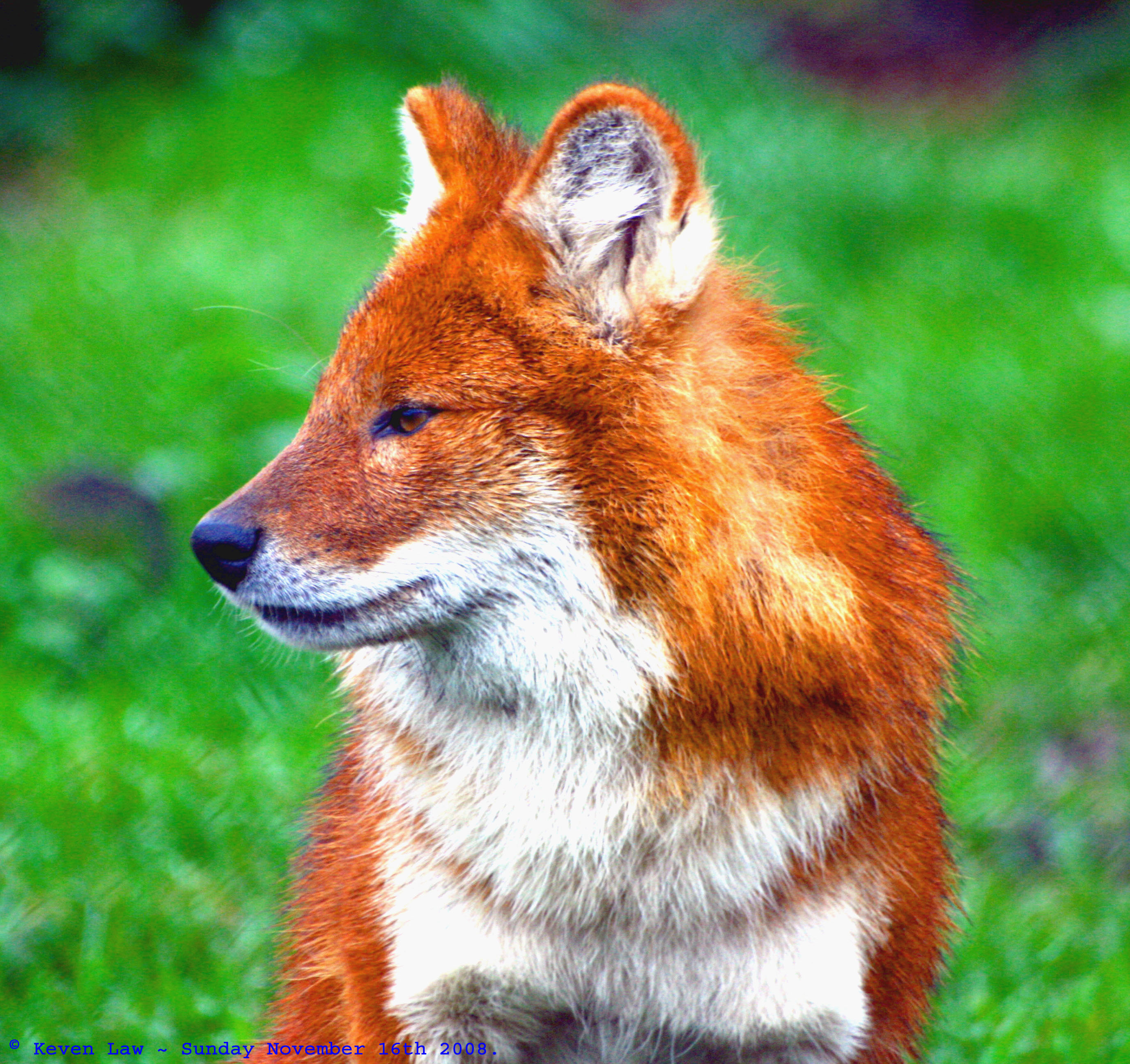
Красный волк
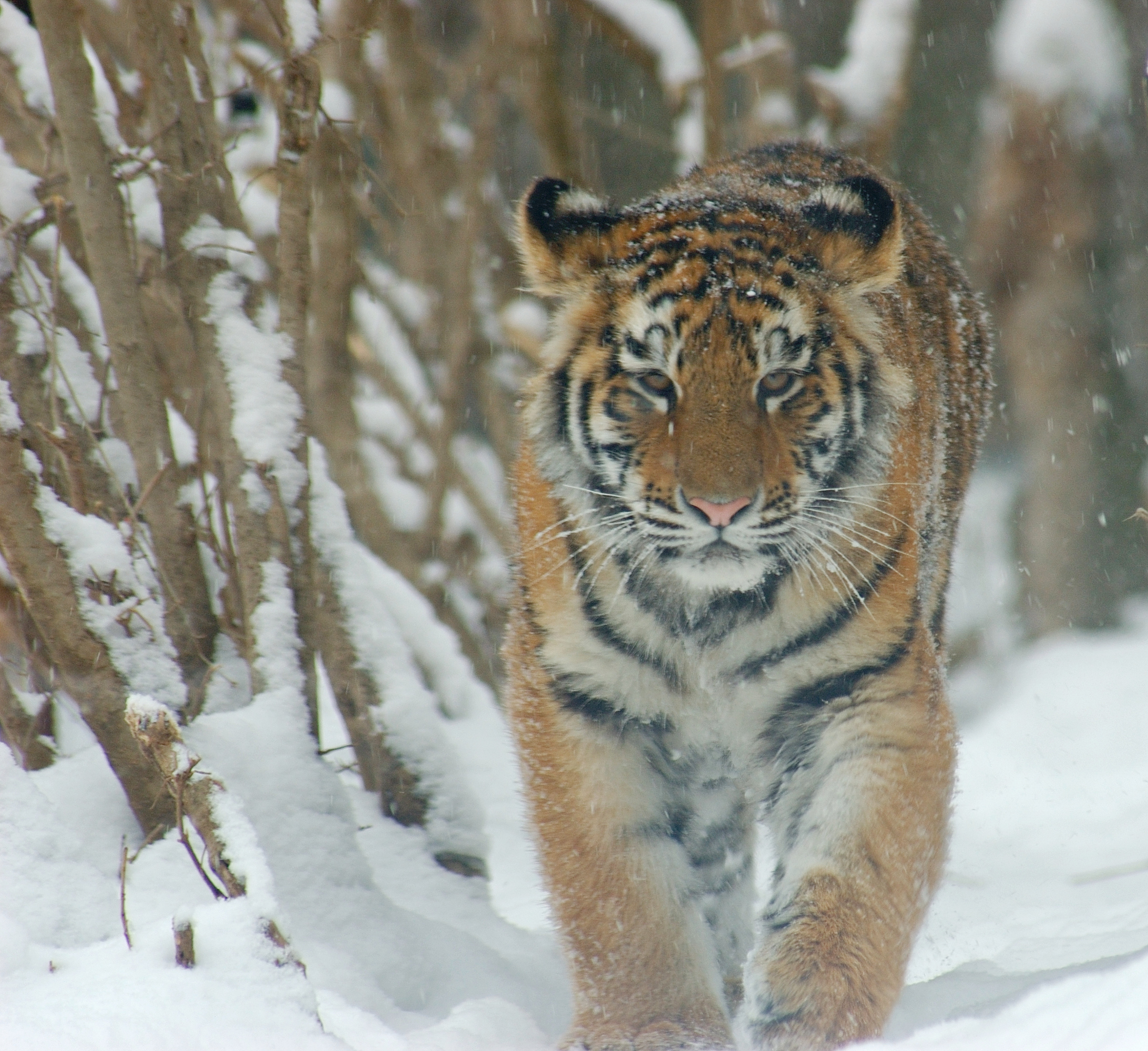
Амурский тигр
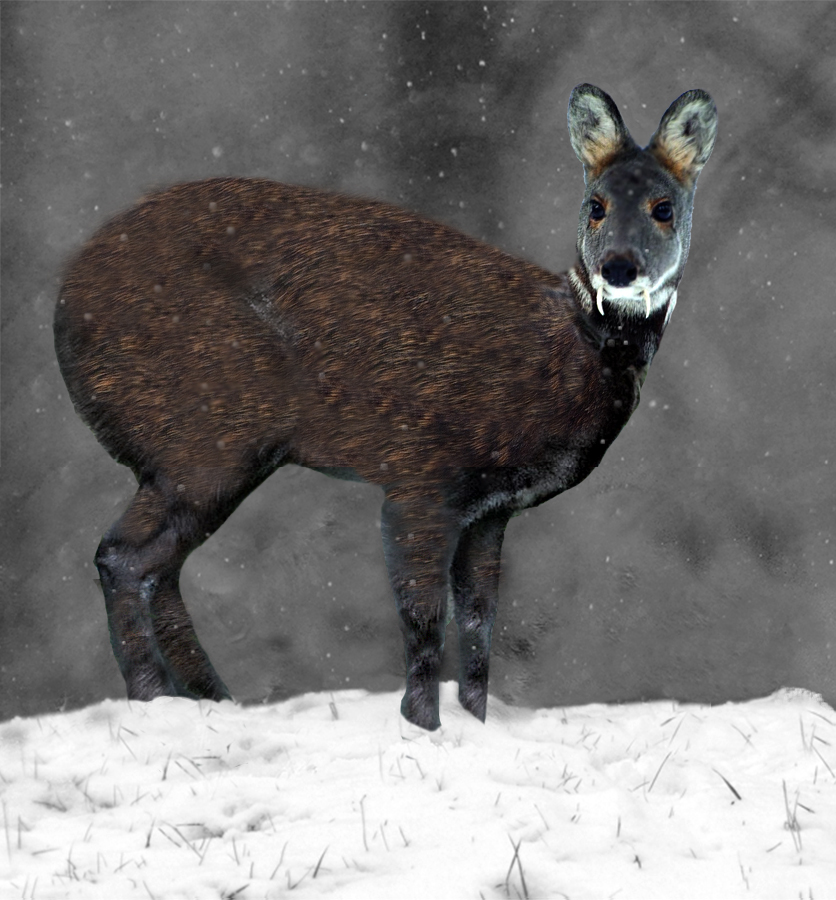
Кабарга
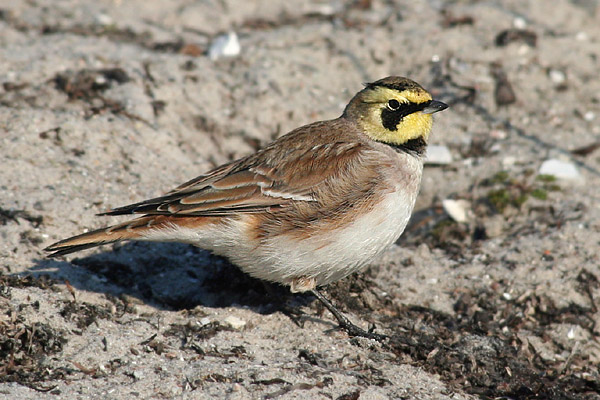
Рогатый жаворонок

## В художественной литературе
Узнаю тебя, Становой, твои гигантские взмахи отрогов и поднебесные вершины, твои зияющие чернотою пропасти и древние руины скал, твой первозданный хаос и первобытную дикость. Я хмелею от ветерка, и мне чудится еле уловимый аромат горных лютиков, резкий запах рододендронов из холодных ущелий и пряная сладость влажного ягеля.— Федосеев Г. А., «Злой дух Ямбуя»

## Фильмография
- «Злой дух Ямбуя» — советский художественный фильм 1977 года

## Галерея

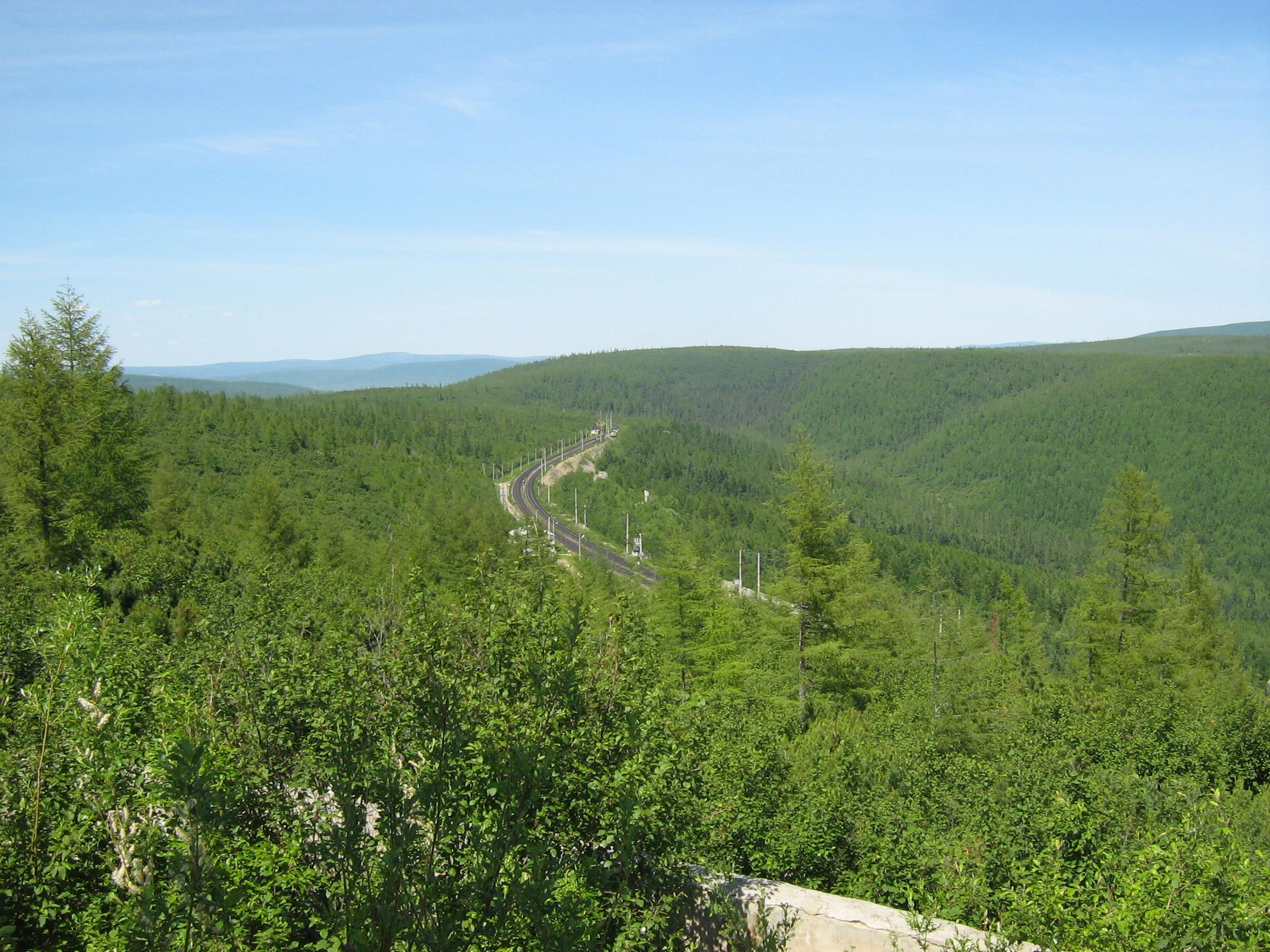
Становой хребет на границе Якутии и Амурской области
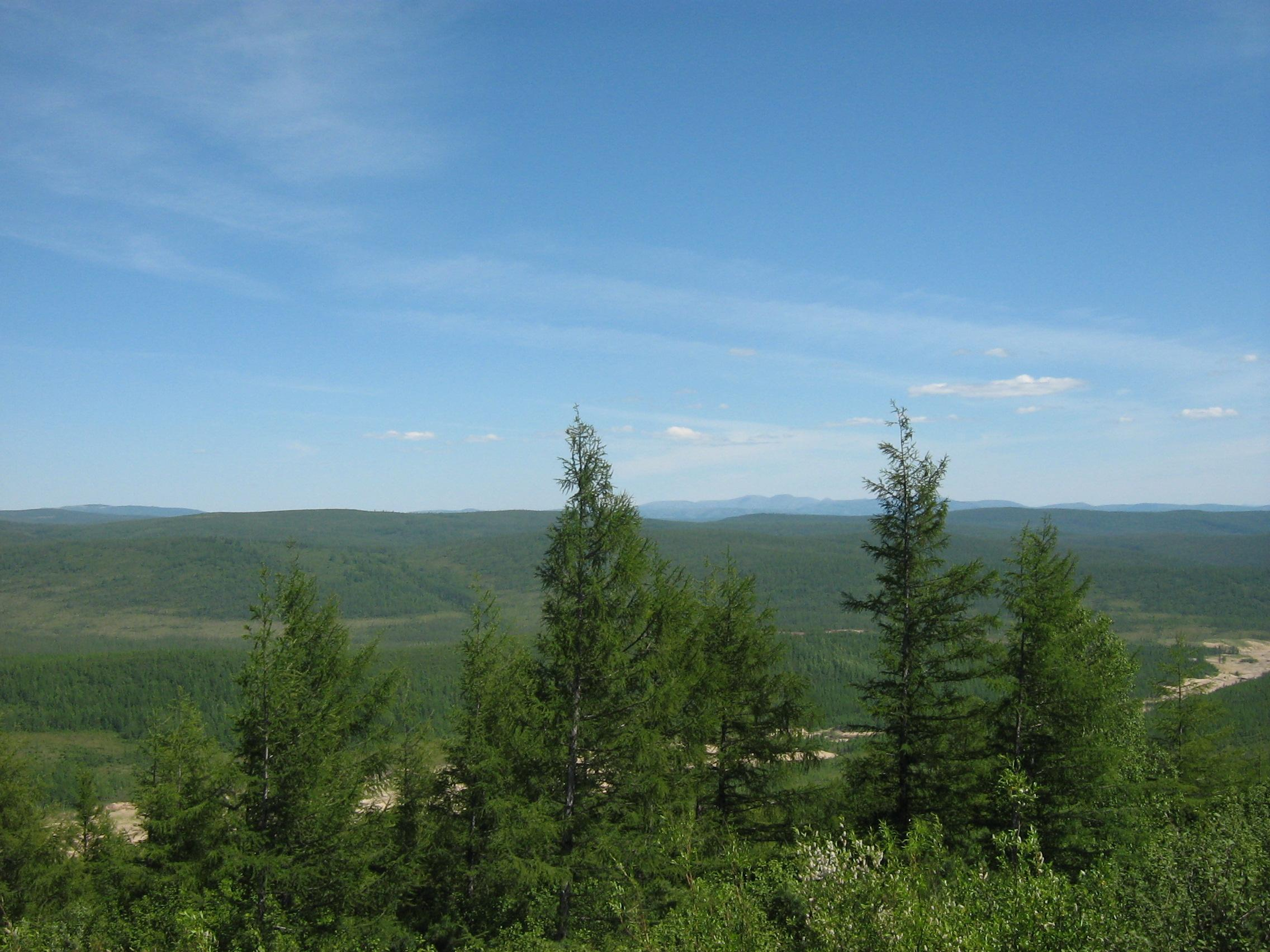
Нерюнгринский район, Якутия
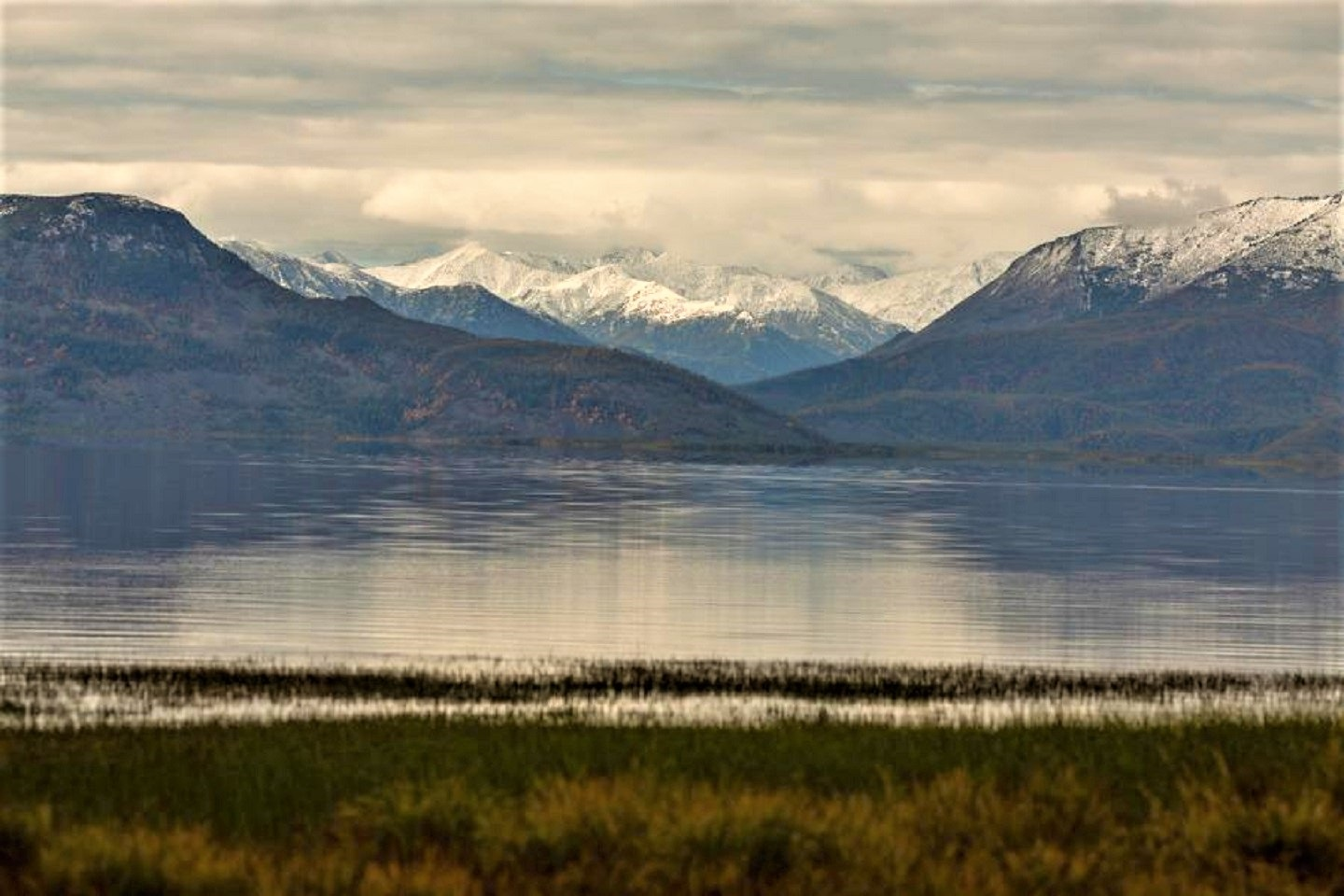
Становой хребет в районе озера Большое Токо

## Топографические карты
- Лист карты O-51-XXVI. Масштаб: 1 : 200 000. Указать дату выпуска/состояния местности.
- Лист карты O-51-XXVII. Масштаб: 1 : 200 000. Указать дату выпуска/состояния местности.
- Лист карты O-51-XXXIII. Масштаб: 1 : 200 000. Указать дату выпуска/состояния местности.
- Лист карты O-51-XXXIV. Масштаб: 1 : 200 000. Указать дату выпуска/состояния местности.
- Лист карты O-51-XXXV. Масштаб: 1 : 200 000. Указать дату выпуска/состояния местности.